# Pelican Lake 191C
Pelican Lake 191C är ett reservat i Kanada.   Det ligger i provinsen Saskatchewan, i den centrala delen av landet, 2 500 km väster om huvudstaden Ottawa. Pelican Lake 191C ligger vid sjön Barnes Lake.
I omgivningarna runt Pelican Lake 191C växer i huvudsak blandskog. Trakten runt Pelican Lake 191C är nära nog obefolkad, med mindre än två invånare per kvadratkilometer.